# Sahl (plaats)
Sahl is een plaats in de Deense regio Midden-Jutland, gemeente Viborg. De plaats telt 308 inwoners (2008).